# 尚书省
尚书省是中国从隋朝和唐朝开始正式设立的三省六部制中的一種機關，负责执行国家的重要政令。

## 历史
尚书省是三省六部制中央政權體系中的三省之一，主要负责执行已通过审查的詔令。除尚书省以外，还有负责草拟和颁发皇帝的诏令的中书省，以及审查诏令内容的门下省。其中，中书省和门下省分別为决策机构、審議機構，尚书省则为执行机构。尚书省长官称为尚书令，尚书仆射副之。尚书省下设左右丞，分管六部。

### 周代至秦朝
周代的司會相當於尚書；秦時，少府遣吏四人在殿中主法書，故謂之尚書。

### 漢代至南北朝
漢承秦制。及漢武帝遊宴後廷，始用宦者主中書，以司馬遷為之。中間遂罷其官，以為中書之職。至漢成帝建始四年，罷中書宦者，又置尚書五人，一人為僕射，四人分為四曹。王莽篡位後，東漢光武帝為防臣下擅專，乃親總吏職，將政務中樞由三公府移入宮中，而由尚書協助處理，自此政歸臺閣，尚書成為機衡之任。
东汉有尚书台，尚書令為主官一人。尚書僕射為副官一人，置六曹尚書治事，六曹分別為三公曹、吏部曹、民曹、主客曹、二千石曹、中都官曹。
魏、晋以后称尚书省，分为都省、尚书曹、郎曹三级。自魏晋置中书省，掌纳奏拟诏出令之政，职权过于尚书。
北魏分尚书为三十六曹；孝文帝改制后，以录尚书事为长官，令、仆射副之，置六尚书、二丞，权任颇重。

### 隋唐
隋文帝杨坚取代北周称帝，于开皇元年（581年）恢复了尚书省，使尚书省成为名副其实的全国最高行政机构。与中书省、门下省合称三省，而尚书省是全国行政的总汇机构，长官称尚书令。设六部：吏部、户部、礼部、兵部、刑部、工部，各设尚书为长官，后置侍郎为副长官，历代沿置。
唐沿隋制，曾改称文昌台、都台、中台，不久复旧称。唐代尚书省出居宫禁外，时号“南省”。
由于唐太宗在即位前曾担任尚书令这个职务，因此在唐朝此后的时期，这个官职非轻易授，而多以尚书仆射为尚书省长官。唯安史之乱后，郭子仪有大功于唐室，无官以宠之，遂授尚书令，且很快辞去。另唐朝末年，藩镇坐大，李茂贞曾为尚书令，朱温篡位前亦自称之。
不过，唐代三省制在建立不久就开始向二省、一省转变。这种变化的动因在於皇权对於相权的控制、以及提高行政效率。三省职能逐渐趋向混同合一。有宋一代，虽然三省名义始终存在，但是已经混同为一省。

### 金、元
金代海陵王於1156年廢中書門下，只留下尚書省。這是中國制度史上一省制的正式確立。中書門下的存在，象徵著三省互相制衡，皇帝尚未完全專權，海陵王的改革進一步提高皇帝權力，因為中書議政和門下封駁的作用已消失，尚書省只是執行皇帝命令而已。「1156年的政治改革是金代力求建立中央集權的專制政體的頂點。」
元代以中书省总领百官，与枢密院、御史臺分掌政、军、监察三权。尚书省主要负责财政事务，且时置时废，门下省则不复置。明初沿袭元制，由中书省统六部，但1380年罢中书省，分中书省之权归于六部。自此，六部取代了三省六部之制。

## 尚書省演變
| （周官）   | 秦       | 前漢                    | 後漢            | 魏                      | 晋                    | 隋（煬帝） | 唐（玄宗） | 宋         | 元       | 明       | 清       | 主要職務                   |
| ---------- | -------- | ----------------------- | --------------- | ----------------------- | --------------------- | ---------- | ---------- | ---------- | -------- | -------- | -------- | -------------------------- |
| 尚書令     | 尚書令   | 尚書令                  | 尚書令          | 尚書令                  | 尚書令                | 尚書令     | 左丞相     |            | [ 6 ]    | [ 7 ]    |          | 行政之实施。               |
|            | （僕射） | 尚書僕射                | 尚書僕射        | 尚書左僕射              | 尚書僕射              | 尚書左僕射 | 右丞相     | 尚書左僕射 | [ 6 ]    | [ 7 ]    |          | 行政之实施。               |
|            |          |                         | 尚書右僕射      |                         | 尚書右僕射            |            | 尚書右僕射 |            | [ 6 ]    | [ 7 ]    |          | 行政之实施。               |
| （冢宰）   | 长史     | （常侍曹）              | 吏曹            | 吏部尚書                | 吏部尚書              | 吏部尚書   | 吏部尚書   | 吏部尚書   | 吏部尚書 | 吏部尚書 | 吏部尚書 | 官吏之任免与升迁。         |
| （大司徒） | 司徒     |                         | 民曹            | 度支尚書                | 度支尚書              | 民部尚書   | 戶部尚書   | 戶部尚書   | 戶部尚書 | 戶部尚書 | 戶部尚書 | 民事、戶籍、租稅。         |
| （大宗伯） | 奉常     | 太常                    | 客曹 （吏曹）   | 客曹尚書 （祠部曹尚書） | （田曹尚書） 祠部尚書 | 礼部尚書   | 礼部尚書   | 礼部尚書   | 礼部尚書 | 礼部尚書 | 礼部尚書 | 礼樂祭喪、外交、学校之职。 |
| （大司馬） | 司馬     | （三公石） （二千石曹） | 三公石 二千石曹 | 五兵尚書                | 五兵尚書              | 兵部尚書   | 兵部尚書   | 兵部尚書   | 兵部尚書 | 兵部尚書 | 兵部尚書 | 軍事、武官之职务。         |
| （大司寇） | 司寇     | 廷尉                    | 司隶校尉        |                         |                       | 刑部尚書   | 刑部尚書   | 刑部尚書   | 刑部尚書 | 刑部尚書 | 刑部尚書 | 刑罰、典獄。               |
| （大司空） | 司空     | 少府                    |                 |                         | 起部尚書              | 工部尚書   | 工部尚書   | 工部尚書   | 工部尚書 | 工部尚書 | 工部尚書 | 宮中之器物用度、水利工程。 |

## 其他地区

### 朝鲜半岛
高麗時代設置，尚書令為從一品，下設正二品左右僕射各一名，從二品知省事一名，正三品左右丞各一名，從五品左右司郎中各一名，正六品左右司員外郞各一名，從七品都事二名，吏屬、主事共四名，令史六名，書令史六名，記官二十名，算士一名，直省二名。

### 引用
1. ↑  《周禮•天官•冢宰》：司會。鄭玄注：「會，大計也。司會，主天下之大計，計官之長，若今尚書。」
2. ↑  《文獻通考》卷五十一●職官考五
3. ↑  《唐六典》載：「光武親總吏職，天下書皆上向書，與人主參決，乃下三府」
4. ↑  陶晉生：《宋遼金元史新論》（香港：中國史學社，1984），頁97-106。
5. ↑  陶晉生：《女真史論》（台北：食貨出版社，1981）。
6. ↑  元代尚书省时设时卸，门下令事则归中书令统管
7. ↑  明太祖卸丞相位，三省部门同时亦卸
8. ↑  各置掾属，而以长史统诸曹事。